# Géomorphologie climatique
La géomorphologie climatique a pour but l'analyse et l'explication de la constitution des formes du relief par l'observation des climats et des différentes dynamiques zonales.
Elle met en rapport les sols avec leur environnement. Ici l'effet du climat est un facteur déterminant dans l'explication de certaines formes, structures ou encore destruction du relief. Pour ce faire, on distingue plusieurs systèmes d'érosion, qui produisent chacun des formes de relief bien spécifiques :
- Érosion glaciaire
- Érosion périglaciaire
- Érosion sous climat océanique
- Érosion des pays arides et semi-arides
- Érosion des pays intertropicaux